# Oreobates heterodactylus
Oreobates heterodactylus es una especie de anfibio anuro de la familia Craugastoridae.

## Distribución geográfica
Esta especie habita en Mato Grosso en Brasil y en el Departamento de Santa Cruz en Bolivia.

## Publicación original
- Miranda-Ribeiro, 1937 : Alguns batracios novos das colecções do Museu Nacional. O Campo, vol. 8, p. 66-69.[5]